# Tanya (libro)
Il Tanya (תניא, aramaico per "fu insegnato") è un libro più comunemente noto con la sua prima parola di testo - "Tanya" appunto – piuttosto che con il suo vero titolo di Likkutei Amarim (ליקוטי אמרים, ebraico, "collezione di dichiarazioni"), opera prima del Giudaismo chassidico, scritta nel 1797 da Rabbi Shneur Zalman di Liadi, fondatore del movimento Chabad.

## Materia trattata
Il Tanya tratta di spiritualità e psicologia ebraica dal punto di vista della filosofia chassidica e della Kabbalah (misticismo ebraico). La parte iniziale dell'opera, "The Book of the Average Man (Il libro dell'uomo ordinario)", il beinoni, serve come fondamentale guida di base per la pratica spirituale e servizio divino.
A differenza di altri libri chassidici, questo non è una collezione di sermoni o storie ma un'esposizione sistematica della filosofia di Rabbi Shneur Zalman. I chassidim Chabad sono esortati allo studio quotidiano di quest'opera come parte del Chitas – acronimo di Chumash (i cinque libri della Torà), Tehillim (Libro di salmi) e Tanya. I Rebbe di Chabad insegnavano che è sacro dovere pubblicare e distribuire questo libro il più largamente possibile.
Il Tanya cerca di dimostrare all'"ordinaria" persona ebrea che la conoscenza di Dio è a disposizione di tutti, che la crescita spirituale a livelli ancora più alti è reale e raggiungibile se si è disposti ad affrontare l'impresa. Sebbene molti vedano il Tanya come un lavoro esplicativo della Kabbalah o del misticismo ebraico, si è d'accordo nell'affermare che il Tanya sia prima di tutto e principalmente un libro di guida pratica al servizio divino.

### Livelli del servizio divino
Il Tanya descrive cinque livelli:
- Il vero tzadik ("persona giusta") ha trasformato il suo spirito animale completamente, al punto di essere capace di raggiungere un'intensa gioia divina nella sua connessione con il Divino e si disgusta di tutti i piaceri mondani.[3]
- Lo tzadik incompleto non desidera più il male in una maniera che si esprime esteriormente, anche a livello di pensiero, però una minima parte di sottile desiderio del male permane.[3]
- Il beinoni (lett. "l'intermedio") possiede uno spirito animale che ancora desidera il male ma riesce a controllarsi costantemente dal commettere peccati con le azioni, le parole e persino i pensieri; ciò però richiede continua tensione e conflitto. Non è semplicemente uno scontro tra bene e male ma piuttosto un persistente confronto tra le nostre due anime  -  quella animale e quella divina – l'anima che viene attratta dalla mera materialità e l'anima che aspira verso l'alto, verso Dio (Hashem).[4]
- La persona incompleta rashá ("malvagia") commette peccato ma vive di rimorsi, ritrovandosi costantemente nella posizione di voler fare teshuva (azione di pentimento) compiendo spesso anche buone azioni.[5]
- La persona totalmente rashá ha peccato così frequentemente che nessuno dei suoi pensieri, parole o azioni sono controllate dall'anima divina (sebbene a volte rimanga in essa) ed è esclusivamente controllata dalla sua anima animale, perdendo altresì la sensibilità necessaria al rimorso ed alla teshuva.[5]

## Struttura
Shneur Zalman pubblicò il suo Likkutei Amarim anonimamente nel 1797. Edizioni successive incorporarono ulteriori scritti di Zalman. L'ultima versione dell'opera, del 1814, comprende cinque parti:
1. Sefer shel Beinonim ("Il Libro dell'Uomo Ordinario"). Descrive come un ebreo che contempli la grandezza del Creatore e l'unione che lui ha con il Creatore tramite i comandamenti della Torah, possa provare l'amore e la paura necessari ad un'adorazione sincera. Questo approccio è tema fondamentale degli insegnamenti Chabad: per raggiungere un raffinamento emotivo durante la preghiera (incluso l'osservanza quotidiana dei comandamenti); però tale emozione deve sorgere da una comprensione intellettiva degli aspetti mistici e spirituali del servizio divino. Questa è la ragione per cui il movimento si chiama Chabad, delle tre Sefirot intellettive, le forze intellettive della creazione divina: Chochmah (Sapienza), Binah (Conoscenza), Da'at* (Comprensione).
2. Sha'ar ha-Yichud ve'ha'Emunah ("La Porta dell'Unità e della Fede") descrive come, sebbene la creazione sia differente dal Creatore, siano comunque uniti. Inoltre parla di come sembri in superficie che il Creatore usi forze multiple per creare il mondo, per la loro origine nel Creatore Egli ne è la sola Fonte.
3. Iggeret HaTeshuvah ("Lettera di Pentimento".) Questa sezione è anche conosciuta come il "Tanya Katan" ("Tanya Breve").  Descrive l'aspetto mistico del pentimento che non solo porta al perdono dei peccati ma anche la persona pentita ad un locus spirituale più elevato di quello dove si trovava prima di commettere peccati.
4. Iggeret HaKodesh ("Lettera di Santità").  Questa sezione non venne pubblicata fino al 1814, dopo la morte di Shneur Zalman. È una collezione di lettere, che l'autore scrisse ai suoi discepoli e a varie altre comunità chassidiche, dove parlava degli aspetti mistici di certi comandamenti (come la carità, lo studio della Torah o, in generale, tutti i comandamenti riguardanti atti materiali). Oggi viene usata come fonte di certi profondi concetti del Chassidismo Scritto che non riguardano specificamente l'emozione del servizio o del pentimento. È uno scritto mistico più profondo e più focalizzato della precedente sezione.
5. Kuntres Acharon ("Ultima Tesi"), pubblicato solo nel 1814, dopo la morte di Zalman, consiste in una serie di lettere dove l'autore risolve alcune apparenti controversie della Kabbalah. Rispetto alla precedente, questa sezione è una rivelazione ancor più profonda di importanti nozioni mistiche.

In generale, sebbene il primo libro si dedichi maggiormente alla avodah (servizio divino emotivo), mentre gli altri libri siano più concentrati su complicati e profondi concetti mistici, l'autore unisce idee kabbalistiche astratte con l'importanza del servizio quotidiano e l'emozione che deve accompagnarlo.

## Esposizione
Si dice che il Tanya sia il Tanach ("Torah Scritta") della filosofia chassidica poiché è la prima opera di filosofia chassidica registrata dal suo stesso autore a differenza delle opere del Ba'al Shem Tov e del Maggid di Mezritch, le parole dei quali furono trascritte dai rispettivi discepoli. Ciò implica che gli insegnamenti della filosofia chassidica in genere siano tutti un'esposizione del Tanya, come la Torah insegna che l'intero scopo della "Torah Orale" sia quello di illustrare la "Torah Scritta".
Nella prefazione del Tanya l'autore scrive che chiunque abbia domande sul significato o l'applicazione del Tanya debba chiederle ai "grandi della propria città." Nella comune terminologia chassidica Chabad i grandi (o guide) sono conosciuti come Mashpia, maestri istruiti dai rispettivi predecessori ad una corretta applicazione del Tanya.
Molti libri sono stati scritti per spiegare il Tanya, in particolare: il  Reshimos sul Tanya del Rebbe Lubavitch, HaLekach VehaLibuv, Shiu'rim BeSefer HaTanya (nella sua traduzione inglese di "Lessons in Tanya (Lezioni di Tanya)"), Maskil Le'Eisan, Biurei Ha'Tanya, e "Opening The Tanya (Aprire il Tanya)," "Learning the Tanya (Imparare il Tanya)," e "Understanding the Tanya (Capire il Tanya)" di Rabbi Adin Steinsaltz.

## Aforismi sulTanya
"La nostra comprensione del Tanya è come quella di una capra che osservi la luna"--Rabbi Sholom Dovber Schneersohn.